# Turonychus fadriquei
Genre
Espèce
Turonychus fadriquei, unique représentant du genre Turonychus, est une espèce d'opilions laniatores de la famille des Buemarinoidae.

## Distribution
Cette espèce est endémique d'Aragon en Espagne. Elle se rencontre à Fortanete dans la grotte Sima de La Cija.

## Description
Le mâle holotype mesure 1,21 mm.

## Étymologie
Cette espèce est nommée en l'honneur de Floren Fadrique.

## Publication originale
- Derkarabetian, Baker, Hedin, Prieto & Giribet, 2021 : « Phylogenomic re-evaluation of Triaenonychoidea (Opiliones : Laniatores), and systematics of Triaenonychidae, including new families, genera and species. » Invertebrate Systematics, vol. 35, no 2, p. 133–157.